# Brice Vounang
Brice Vounang Nanfah (Baleveng, 3 dicembre 1982) è un ex cestista camerunese.

## Carriera
Con il Camerun ha disputato tre edizioni dei Campionati africani (2007, 2009, 2013).